# Salsola australis
Salsola australis är en amarantväxtart som beskrevs av Robert Brown. Salsola australis ingår i släktet sodaörter, och familjen amarantväxter. Inga underarter finns listade i Catalogue of Life.